# بری بریش
بری بریش (انگلیسی: Barry Barish؛ زادهٔ ۲۷ ژانویهٔ ۱۹۳۶) }فیزیک‌دان در زمینه فیزیک ذرات و نسبیت پرداز اهل ایالات متحده آمریکا است.
وی برندهٔ جوایزی همچون جایزه نوبل فیزیک و نشان هنری دراپر شده‌است.
بریش به همراه دو دانشمند دیگر، راینر وایس و کیپ تورن، به دلیل تلاش‌های خود در زمینه آشکارساز لایگو و مشاهده امواج گرانشی، جایزه نوبل فیزیک سال ۲۰۱۷ را دریافت کردند.